# Berrien County (Michigan)
Berrien County is een county in de Amerikaanse staat Michigan. Berrien ligt in het uiterste zuidwesten van Michigan en grenst aan de staat Indiana. De county ligt aan Lake Michigan.
De county heeft een landoppervlakte van 1.479 km² en telt 162.453 inwoners (volkstelling 2000). De hoofdplaats is St. Joseph.
Een van de belangrijkste rivieren is de St. Joseph River, die in noordwestelijke richting door de county stroomt en bij St. Joseph in Lake Michigan uitmondt.